# Ангел Джоргов
Ангел Иванов Джоргов е български политик и инженер, от 2023 г. е кмет на община Самоков, излъчен от листата на ГЕРБ. От 2020 до 2023 г. е заместник-кмет на Столична община по направление „Обществено строителство“.

## Биография
Роден е на 2 юли 1985 г. в село Говедарци (Самоковско), Народна република България. През 2004 г. завършва средно образование в СОУ „Отец Паисий“ в Самоков, в паралелка по информатика и информационни технологии. През 2008 г. завършва висше образование в Минно-геоложкия университет „Св. Иван Рилски“ в София. Придобива магистърска степен по подземно строителство и доктор по минно строителство.
Става член на Съвета на директорите и заместник-началник на управление „Инвестиционна дейност“ на Софийското метро, като участва в проекти за по-нататъшно разширение на Софийското метро. През 2020 г. е назначен за заместник-кмет на София по направление „Обществено строителство“.
На местните избори през 2023 г. е кандидат за кмет от ГЕРБ на община Самоков. На проведения първи тур получава 7756 гласа (или 45,07%) и се явява на балотаж с дотогавашния кмет Владимир Георгиев от „БСП за България“, който получава 7479 гласа (или 43,46%). На провелия се втори тур е избран за кмет, като получава 8957 гласа (или 55,09%).